# Pagellus
Pour les articles homonymes, voir Pageot.
Ne doit pas être confondu avec Pajot.
Pageots
Genre
Les pageots (Pagellus) forment un genre de poissons marins perciformes de la famille des Sparidae.

## Liste des espèces
Selon FishBase (3 octobre 2017), Catalogue of Life (3 octobre 2017), ITIS (3 octobre 2017), NCBI (3 octobre 2017) et World Register of Marine Species (3 octobre 2017) :
- Pagellus acarne (Risso, 1827) - Pageot acarné
- Pagellus affinis (Boulenger, 1888) - Pageot d'Arabie
- Pagellus bellottii (Steindachner, 1882) - Pageot à tache rouge
- Pagellus bogaraveo (Brünnich, 1768) - Pageot rose
- Pagellus erythrinus (Linnaeus, 1758) - Pageot commun
- Pagellus natalensis (Steindachner, 1903) - Pageot du Natal